# Bourdeaux
Bourdeaux es una pequeña población y comuna francesa, situada en el departamento de la Drôme en la región de Rhône-Alpes. 
Sus habitantes reciben el gentilicio de Bourdelois.

## Lugares de interés
- Burgo pintoresco con fachadas del siglo XV.
- Ruinas de dos castillos medievales:
  - Castillo de los Obispos de Die.
  - Castillo de Poitiers
- Fuente llamada "d'Alberte de Poitiers"
- Cementerio protestante

## Gastronomía
- Queso picodon